# オカルト探偵局
オカルト探偵局は、早瀬みずちによる日本の児童文学作品。イラストは香川祐実が担当している。ポプラ社のポプラ社文庫から刊行。

## ストーリー
主人公の宮部美夜が探偵局をする話。

## 登場人物
宮部美夜
魔女。成績が悪く４回留年している。
宮部児夜
魔猫。
楓先生
家庭科の先生。幽霊に鏡に閉じ込められる。
とびたろう
竜。普段はぬいぐるみのふりをしている

## 用語
賢者
学校の先生。